# Мігінго
Мігінго — острів на озері Вікторія. Спірна територія Кенії та Уганди. Площа острова 2 тис. м², населення 131 особа (перепис 2009 року), за оцінкою 2018 року — понад 400 осіб. Це найбільш густонаселений острів на світі.

## Опис
Острів скелястий, має округлу форму.

## Історія
1991 року на незаселений острів перебралося двоє кенійських рибалок, запросивши старого мага, який провів обряд з вигнання злого духа з острова. На острові Усінго, що розташований поруч і значно більший, ніхто не проживає, бо вважають, що туди перебралися духи з Мігінго.
Швидке заселення острова пояснюються виловом біля нього нільського окуня. Родина рибалок з його продажу за тиждень може отримати 200—250 доларів. У сусідніх країнах таку суму заробляють за два-три місяці.
На початку 2000-х років на острів звернула увагу влада Уганди. Вона вирішила оподаткувати рибалок, запропонувавши їм захист від піратів. 2009 року Кенія й Уганда ледве не розпочали війну через острів. Через те, що кордон між цими країнами не врегульований, острів перебуває у спільному управлінні. Рибалки платять їм податки в розмірі половини доходу.